# Empedomorpha apacheana
Empedomorpha apacheana är en tvåvingeart som först beskrevs av Alexander 1946.  Empedomorpha apacheana ingår i släktet Empedomorpha och familjen småharkrankar. Inga underarter finns listade i Catalogue of Life.